# Hedwigsbecher

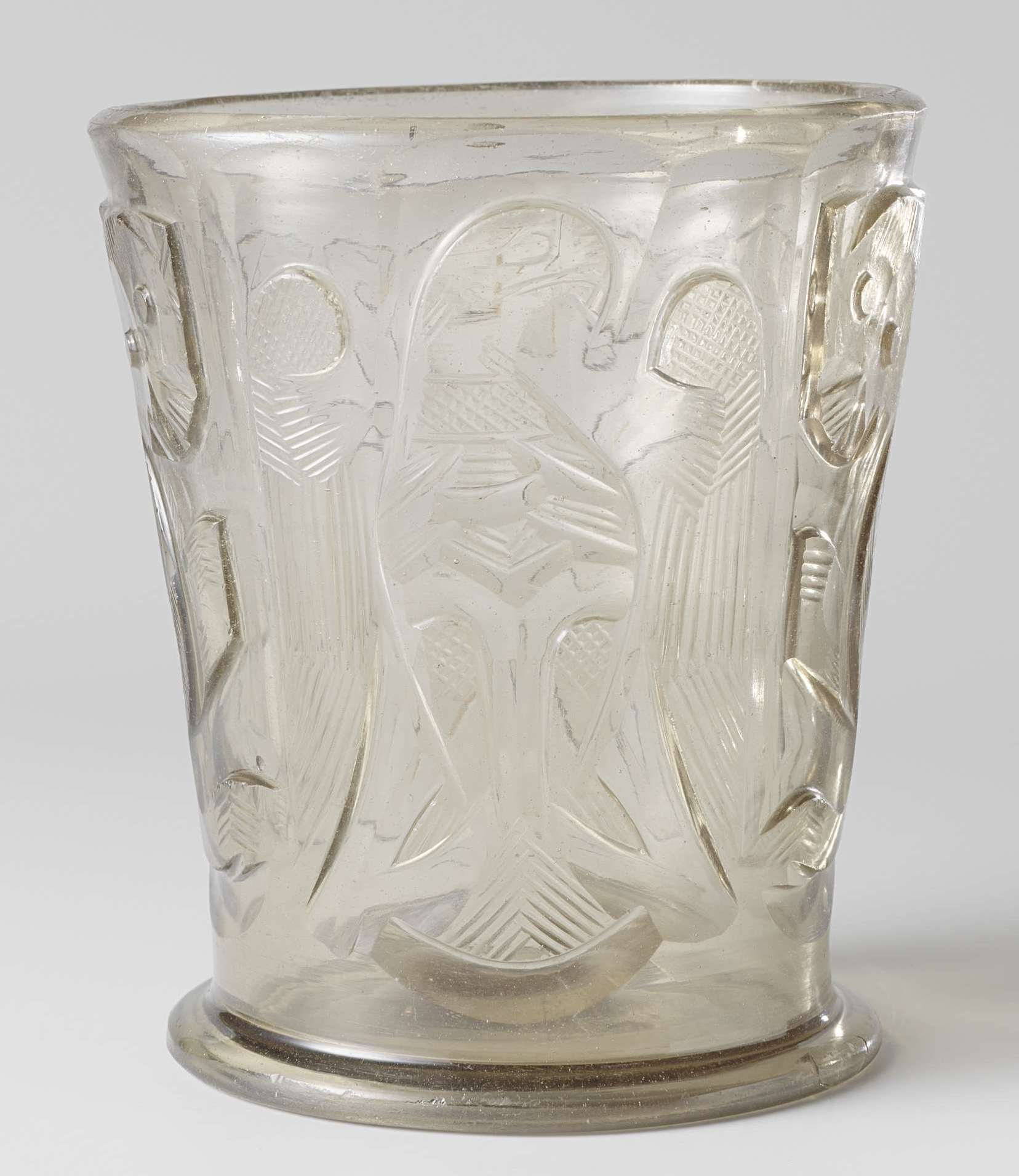
Hedwigsbecher im Rijksmuseum Amsterdam

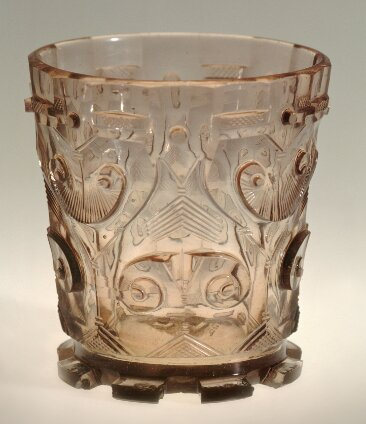
Hedwigsbecher auf der Veste Coburg

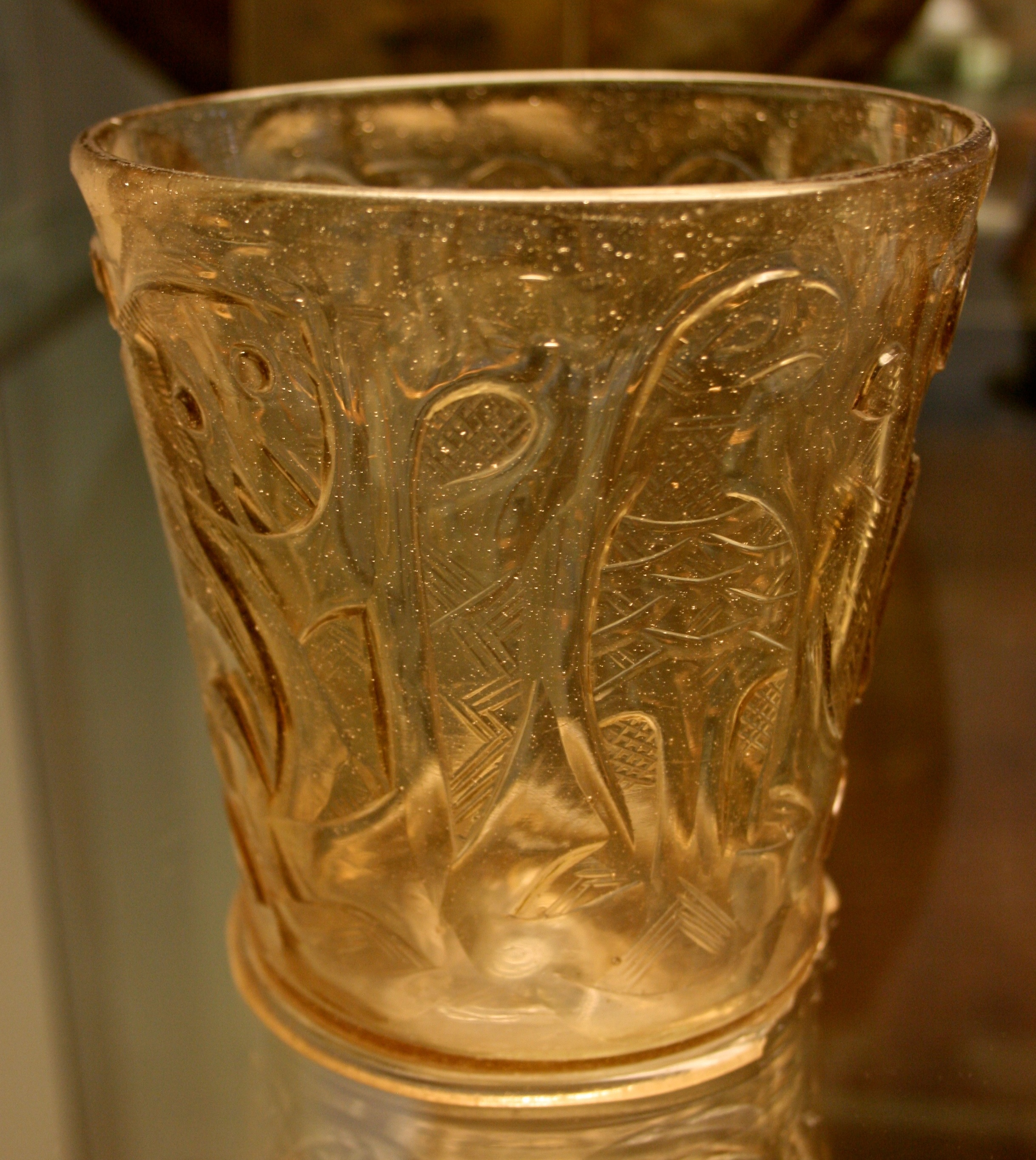
Hedwigsgbecher im British Museum

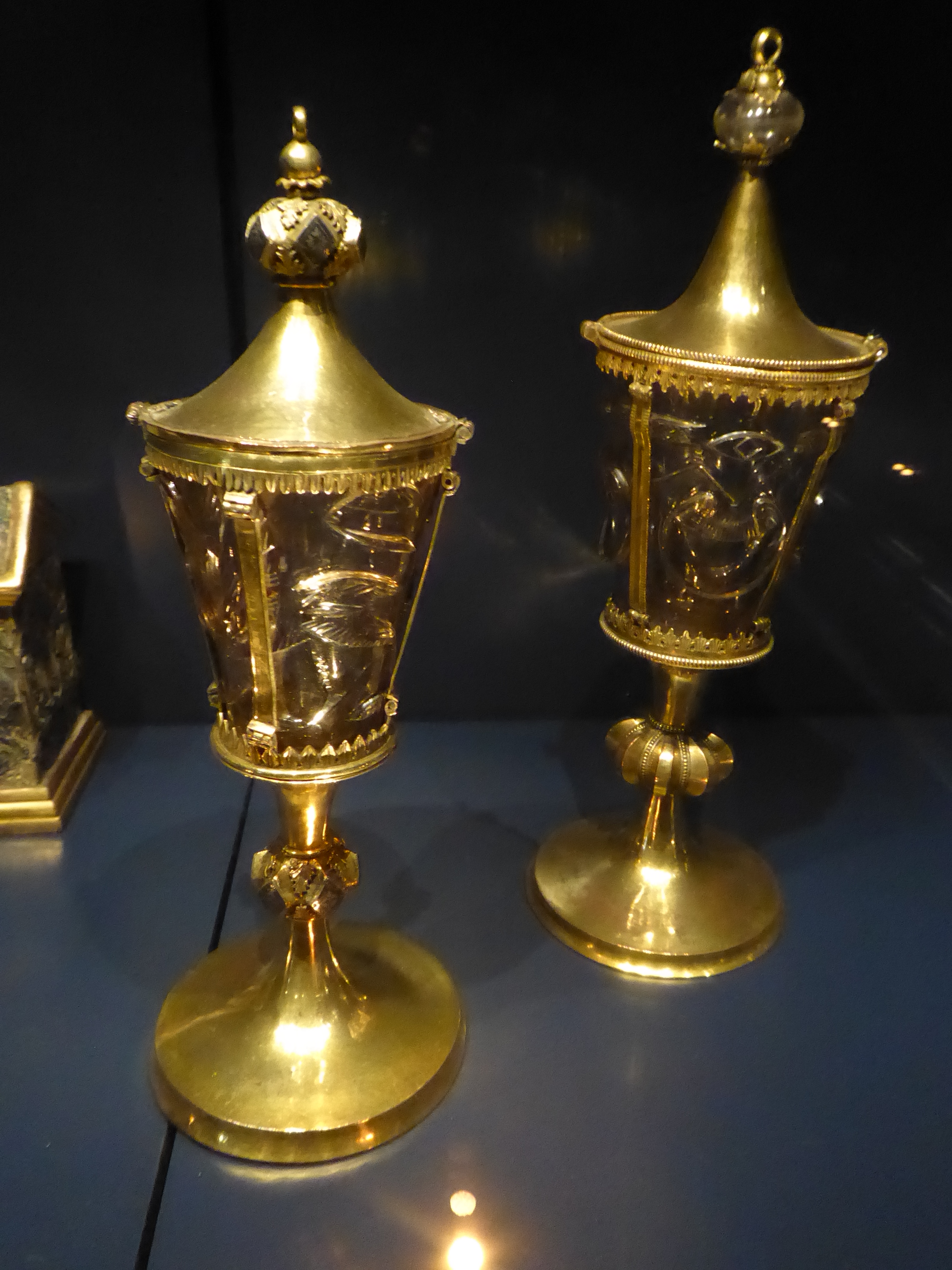
Hedwigsbecher in Namur

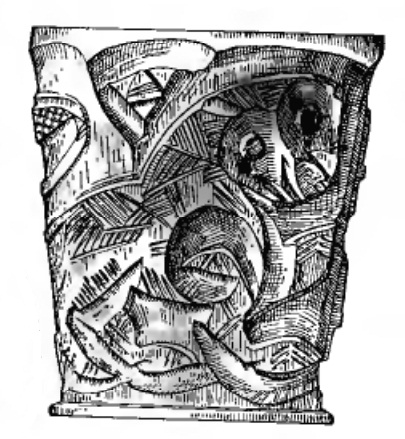
Hedwigsbecher aus Nawahrudak

Als Hedwigsbecher oder Hedwigsglas bezeichnet man eine kleine Gruppe von dickwandigen Glasbechern mit stilisiertem Reliefdekor, die in der Glaskunst des Mittelalters eine Besonderheit darstellen. Ihr Name geht auf eine Legende über die Hl. Hedwig, der Herzogin und Landespatronin von Schlesien und Polen, zurück. In ihrer Gegenwart habe sich in einem solchen Glas Wasser zu Wein gewandelt. Ihre Herkunft ist nicht gesichert, entweder wurden sie in Syrien oder Ägypten im 11. bis frühen 13. Jahrhundert gefertigt oder im normannischen Sizilien.

## Exemplare
vollständige Exemplare
- ehemals im Besitz der Grafen von Asseburg, Privatbesitz.[2]
- Amsterdam, Rijksmuseum Inventarnummer BK-NM-712.[3]
- ehemals Breslau, Schlesisches Museum für Kunstgewerbe und Altertümer Inventarnummer 5613 (Kriegsverlust).[4]
- Coburg, Kunstsammlungen der Veste Coburg Inventarnummer A. S. 652.[5] Es ist 10,3 cm hoch und besteht aus farblosem, leicht rauchtopasstichigem Glas, das in der Gravurtechnik des Hochschnitts verziert wurde. Das Glas gehörte nach alter Überlieferung Elisabeth von Thüringen, der Nichte der Hl. Hedwig. Eine Zeichnung von Lucas Cranach dem Älteren von 1507 belegt, dass das Glas zu diesem Zeitpunkt Teil des Wittenberger Heiltumschatzes von Kurfürst Friedrich dem Weisen war, wo es als Andenken an die geheiligte Vorfahrin sicher besondere Verehrung genoss. Nachweislich befand sich das Glas 1541 in Besitz von Martin Luther.[6] Im Jahre 1910 wurde es auf der Veste Coburg wiederentdeckt. Seit 2018 ist es einer der 100 Heimatschätze Bayerns[7]
- Corning, Corning Museum of Glass Inventarnummer 67.1.11.[8]
- Halberstadt, Domschatz Inventarnummer 69.[9]
- Krakau, Schatz der Wawel-Kathedrale.[10]
- London, British Museum Inventarnummer 1959,0414.1.[11]
- Minden, Domschatz.[12]
- 2 Exemplare, Namur, Musée des Arts anciens du Namurois, ehemals im Schatz der Abtei der Soeurs de Notre-Dame de Oignies.[13]
- Nürnberg, Germanischen Nationalmuseum Inventarnummer KG 564.[14]
- Nysa/Neisse,  Muzeum Powiatowe w Nysie.[15]

Fragmente
- Ein Fragment wurde auf der Burg Bommersheim gefunden, heute in Oberursel, Vortaunusmuseum.[16]
- Ein Fragment wurde in Brünn gefunden.[17]
- Ein Fragment wurde im Palast von Buda gefunden.[18]
- Ein Fragment wurde in Göttingen, Ritterplan gefunden, heute Göttingen, Städtisches Museum, Stadtarchäologie Inventarnummer 5932.[19]
- Zwei Fragmente wurden auf der Burg Hilpoltstein gefunden.[20]
- Ein weiteres Fragment wurde in Hilpoltstein gefunden.[21]
- Ein fragmentierter Becher wurde in Krymsk, Region Krasnodar in Russland, gefunden.[22]
- Ein Fragment wurde im Castello di Montarrenti (Toskana) gefunden.[23]
- Zwei Drittel eines Bechers wurden in Nawahrudak/Nowogrudok, Weißrussland, gefunden.[24]
- Drei Fragmente eines Glases wurden im Antico Palazo dei Vescovi in Pistoia gefunden.[25]
- Ein Fragment eines Glases wurde in Poggibonsi (Toskana) gefunden.[26]
- Ein Fragment wurde auf der Wachtenburg in Wachenheim an der Weinstraße gefunden.[27]
- Zwei Fragmente wurden auf der Burg Weibertreu bei Weinsberg gefunden.[28]